# Sarplaninac
För andra betydelser, se Ovtjarka.
Sarplaninac är en hundras från Nordmakedonien, men det är kennelklubben i Serbien, Kinoloski Savez Republike Srbije (KSRS) som har det internationella avelsansvaret. Rasen är döpt efter bergskedjan Šar Planina som sträcker sig från östra Nordmakedonien genom södra Kosovo till östra Albanien. Den är en boskapsvaktare och vallande herdehund av molossertyp som traditionellt använts för att skydda får och getter mot rovdjursangrepp.

## Historia
Fram till 1968 räknades sarplaninac och kraski ovcar som samma ras, illyrisk herdehund (Illirksi Ovzcar, Illyrian Shepherd Dog). Illyrisk herdehund godkändes av Fédération Cynologique Internationale (FCI)  1939.
Sarplaninac importerades till Sverige första gången år 1995.

## Egenskaper
Rasen har ett stabilt temperament, men den har vaktinstinkt och behöver tidig socialisering och fast uppfostran.

## Utseende
Vanligast och mest önskvärt är järngrått eller mörkgrått vargtecknad. Tecken skall inte vara klara och distinkta utan hellre diffusa. Alla nyanser från vitt till mörkt rödsvart accepteras. Stora vita fläckar, vitt med fläckar och brindle (tigrerad) utesluter från pris på hundutställning. 
Idealmankhöjden för en hanhund är cirka 62 centimeter och för en tik cirka 58 centimeter, vikten för hanhund är 35-45 kilogram och för tikar 30-40 kilogram. Rasen har saxbett. Pälsen är anpassad för stränga klimat, huvudet, öronen och framsidan av benen är täckta med kort hår, men på övriga kroppen är pälsen lång, slät och grov. Den har kort och tät underull. Öronen är medelhögt ansatta, V-formade och täckta av kort och mjukt hår. De skall hänga tätt intill kinden.